# Tilman Rammstedt
Tilman Rammstedt (Bielefeld, 1975) és un escriptor i músic alemany. El 2008 va ser guardonat amb el Premi Ingeborg Bachmann. És autor de la novel·la Der Kaiser von China (2008), traduït en català el 2009 amb el títol  L'Emperador de la Xina.